# 鄒嶧杰
鄒嶧杰，字卓凡，號庸庵，贵州長順人，清朝政治人物、同進士出身。

## 生平
道光三年（1823年）癸未科進士，三甲一百二十九名，官廣西凌雲縣知縣。咸豐二年，擔任泗城府知府；咸豐十一年，調任柳州府知府。